# Vårfingerört
Vårfingerört (Potentilla crantzii) är en växtart i familjen rosväxter. Den är en flerårig ört med gula blommor som blir upp till 20 centimeter hög. Blomningstiden är maj till juli. Dess vetenskapliga artepitet crantzii är tillägnat H.J.N von Crantz, en österrikisk botanist och läkare.